# آپیک یوسفیان
آپیک ملیک آزاریان (ارمنی: Ափիկ Մելիք Ազարեան شناخته شده با نام آپیک یوسفیان (ارمنی: Ափիկ Իւսէֆեան؛ زاده ۱۹۳۵) بازیگر تئاتر، سینما و تلویزیون ایرانی ارمنی‌تبار است. وی مادر مری آپیک (بازیگر سینما) می‌باشد. وی از سال ۱۹۶۳ میلادی (۱۳۴۲) تاکنون مشغول فعالیت بوده‌است.

## زندگی‌نامه
وی در ۱۹۳۵ (۱۳۱۴) در تبریز به دنیا آمد. از اوایل ۱۹۵۰ (دههٔ ۱۳۳۰)، بازی در تئاتر را آغاز کرد و به مدت ده سال با گروه‌های تئاتری تهران همکاری داشت. گل کاکتوس، تله موش، طبقهٔ ششم، روباه‌ها و اتوبوسی به نام هوس از نمایش‌هایی هستند که آپیک در آن‌ها نقش آفرینی کرده‌است.
از اوایل ۱۹۶۰ (دههٔ ۱۳۴۰)، او با فیلم مسافری از بهشت (وحدت، ۱۳۴۲)، به بازیگری سینما روی آورد و علاوه بر بازی در چند فیلم با معرفت‌ها (۱۳۴۲)، جاهل محل (۱۳۴۳) و فریاد دهکده (۱۳۴۴) و تعدادی نمایش تلویزیونی، همراه با گروه نمایشی پرویز کاردان و پرویز صیاد در چند مجموعهٔ تلویزیونی نیز حضور داشت؛ که از آن جمله‌اند: امیرارسلان، سرکار استوار و اختاپوس.
در دههٔ ۵۰، آپیک یوسفیان همکاری اش را با پرویز صیاد ادامه داد که حاصل آن چند نمایش برای صحنه و تلویزیون، و نیز مجموعهٔ ماجراهای صمد (در تلویزیون و سینما) بود. در سال ۱۹۷۲ (۱۳۵۱)، جلال مقدم نیز فیلمی در چارچوب ماجرای صمد (صمد و فولاد زره دیو) ساخت که آپیک جزو بازیگران آن بود. آخرین و مهم‌ترین فیلم سینمایی آپیک یوسفیان، بن‌بست (۱۳۵۷) به کارگردانی پرویز صیاد است که او در آن با دخترش، مری آپیک همبازی است.
وی مدتی شهردار ونک بود.
آپیک یوسفیان و مری آپیک در سال ۱۹۷۹ (۱۳۵۸) به ایالات متحده آمریکا مهاجرت کردند. وی به همراه دخترش از پس از انقلاب ساکن ایالت کالیفرنیا می‌باشد و هر دو همچنان در عرصهٔ تئاتر، و تلویزیون و سینما فعال هستند.

## فیلم شناسی

### سینمایی

آپیک یوسفیان در فیلم سرکار استوار

- مسافری از بهشت (۱۳۴۲)
- با معرفت‌ها (۱۳۴۲)
- جاهل محل (۱۳۴۳)
- فریاد دهکده (۱۳۴۴)
- صمد و فولاد زره دیو (۱۳۵۱)
- صمد به مدرسه می‌رود (۱۳۵۲)
- صمد خوشبخت می‌شود (۱۳۵۴)
- بن‌بست (۱۳۵۷)
- میراث‌دار: افسانه عمر خیام (۲۰۰۵)

### ویدیوئی
- گوهر شب چراغ

### مجموعه تلویزیونی
- مجموعه تلویزیونی سرکار استوار
- امیرارسلان نامدار

### تئاتری

پوستر نمایش بازجویی با بازی آپیک یوسفیان

- گل کاکتوس  (۱۳۵۵)
- بازجویی
- تله موش
- طبقهٔ ششم
- روباه‌ها
- اتوبوسی به نام هوس
- در پوشش حجاب